# Emanuel Ibáñez
Emanuel Ibáñez (Buenos Aires, 7 de octubre de 1993) es un futbolista argentino-peruano. Juega como mediocentro y su equipo actual es Temperley de la Primera Nacional de Argentina.
Ibáñez es de ascendencia peruana por parte de su madre,y por lo tanto, posee doble nacionalidad.

## Trayectoria
Comenzó su carrera jugando en UAI Urquiza de la Primera B Metropolitana.
Luego de ascender con Estudiantes (BA), ficharía por Temperley para afrontar la Primera B Nacional.
Para la temporada 2022, Ibañez ficharía por Cienciano, jugando por primera vez en el país donde nació su madre.Jugó un total de 29 partidos en la temporada.
A pesar de tener contrato hasta finales del 2023, Ibañez rescindió su contrato. Luego sería oficializado como nuevo refuerzo de Alianza Atlético.
A mediados del 2023 ficharía por una temporada y media por Temperley.
Para el año 2025 regresa al Perú,  fichando por Comerciantes Unidos de Cutervo, para afrontar la Liga 1 2025. Su debut oficial se da en la primera fecha del Torneo Apertura 2025 frente a Universitario de Deportes en un empate 1 a 1 en Cajabamba. Solo duró un semestre en el club cutervino, jugando solo 6 partidos sin tener protagonismo-

## Clubes
| Club                | País      | Año       | PJ | Goles |
| ------------------- | --------- | --------- | -- | ----- |
| UAI Urquiza         | Argentina | 2012-2014 | 8  | 0     |
| Talleres (RdE)      | Argentina | 2015-2017 | 40 | 5     |
| Estudiantes (BA)    | Argentina | 2017-2019 | 69 | 2     |
| Temperley           | Argentina | 2019-2020 | 17 | 1     |
| Doxa Drama          | Grecia    | 2020-2021 | -  | -     |
| Chacarita Juniors   | Argentina | 2021      | 30 | 3     |
| Cienciano           | Perú      | 2022      | 29 | 0     |
| Alianza Atlético    | Perú      | 2023      | 14 | 0     |
| Temperley           | Argentina | 2023-2024 | 51 | 2     |
| Comerciantes Unidos | Perú      | 2025      | 6  | 0     |